# Битка код Мартинића (1877)
Битка код Мартинића је битка из црногорско-турског рата која се одиграла 1877. године код села Мартинићи сјеверно од Спужа.
Турски заповједник Али Саиб-паша је наступао од Спужа и кроз Бјелопавлиће дошао до Мартинића. 5. јуна су заустављени од стране 3. батаљона Црногораца под војводом Илијом Пламенцом. У жељи да продре даље к Даниловграду долином Зете по сваку цијену, Али Саиб-паша 16. јуна је убацио у борбу 3.000 башибозука и још 13 табора (батаљона) низама (редовне војске).
Дошло је до борбе ножевима у којој су Црногорци одбили напад турских предњих дијелова. Главнина Турака је тада одустала од напада и повукла се у Спуж. 19. јуна су поновили напад на Мартиниће, али су и овог пута одбијени.
Уз знатне турске људске губитке, у борбама су Црногорци заробили 2.000 пушака острагуша и доста другог ратног материјала.